# Стави Дніпропетровської області
Стави Дніпропетровської області — стави, які розташовані на території Дніпропетровської області (в адміністративних районах і басейнах річок).
На території Дніпропетровської області налічується — 3292 ставки, загальною площею понад — 188,1 км², об'ємом — 274,8 млн м³.

## Загальна характеристика
Територія Дніпропетровської області становить 31,9 тис. км² (5,3% території України). Вона повністю розташована в басейні Дніпра.
Гідрографічна мережа області включає велику річку Дніпро (261 км в межах області), а також її притоки — середні річки Орель , Самару з притокою Вовча, Мокру Суру, Базавлук, Інгулець з притокою р. Саксагань.
Для річок області характерним є досить високий ступінь зарегульованості штучними водоймами — водосховищами і ставками (ставами).
Найбільше ставків знаходиться на території Новомосковського (351 шт.), Солонянського (241 шт.) та Криворізького (231 шт.) районів.
Більшість штучних водойм заповнюються талими і зливовими водами.
У період весняної повені розміри ставків збільшуються, у період літньої межені вони частково пересихають і міліють.
Сильно міліють влітку, а іноді і цілком пересихають дуже дрібні ставки з площею в декілька гектарів і глибиною 0,5-1,0 м.
Значна кількість ставків замулюється і заростає водяною рослинністю. Стан ставків в більшості своїй незадовільний (не розраховані на довготривалий термін служби, відсутні капітальні гідротехнічні споруди).
На території Дніпропетровської області 25% ставків знаходиться в оренді.

## Наявність ставків у межах адміністративно-територіальних районів та міст обласного підпорядкування Дніпропетровської області[1]
| Район, місто        | Кількість ставків, шт. | Площа ставків, га | Об'єм ставків, млн м³ | В оренді, шт. | В оренді, га |
| ------------------- | ---------------------- | ----------------- | --------------------- | ------------- | ------------ |
| Апостолівський      | 150                    | 807               | 11,5                  | -*            | -            |
| Васильківский       | 143                    | 744               | 10,6                  | 26            | 317          |
| Верхньодніпровський | 80                     | 366               | 5,2                   | 13            | 142          |
| Дніпропетровський   | 66                     | 281               | 5,4                   | 21            | 190          |
| Криворізький        | 231                    | 826               | 13,5                  | 18            | 152          |
| Криничанський       | 218                    | 1231              | 17,6                  | 52            | 152          |
| Магдалинівський     | 129                    | 853               | 12,2                  | 41            | 449          |
| Межівський          | 116                    | 324               | 4,6                   | 20            | 140          |
| Нікопольський       | 213                    | 1141              | 16,3                  | 16            | 882          |
| Новомосковський     | 351                    | 2082              | 29,8                  | 191           | 1356         |
| Павлоградський      | 72                     | 332               | 4,7                   | 34            | 239          |
| Петриківський       | 73                     | 1760              | 25,2                  | 13            | 106          |
| Петропавлівський    | 50                     | 320               | 4,6                   | 12            | 136          |
| Покровський         | 198                    | 957               | 13,7                  | 27            | 212          |
| П'ятихатський       | 145                    | 729               | 11,9                  | 48            | 292          |
| Синельниківський    | 169                    | 611               | 10,0                  | 28            | 171          |
| Солонянський        | 241                    | 1234              | 17,6                  | 88            | 758          |
| Софіївський         | 167                    | 1423              | 20,4                  | 56            | 889          |
| Томаківський        | 138                    | 609               | 8,7                   | 51            | 418          |
| Царичанський        | 62                     | 513               | 7,3                   | 8             | 68           |
| Широківський        | 174                    | 998               | 14,3                  | 43            | 359          |
| Юр'ївський          | 72                     | 323               | 4,6                   | 29            | 233          |
| м. Дніпропетровськ  | 3                      | 9                 | 0,2                   | —             | -            |
| м. Жовті Води       | 4                      | 41                | 0,6                   | —             | -            |
| м. Кривий Ріг       | 23                     | 287               | 4,1                   | —             | -            |
| м. Синельникове     | 4                      | 11                | 0,2                   | —             | -            |
| Разом               | 3292                   | 18812             | 274,8                 | 835           | 7661         |

Примітка: -* — немає ставків, переданих в оренду

## Наявність ставків у межах основнихрайонів річкових басейнівна території Дніпропетровської області[1]
| Район річкового басейну | Кількість ставів, шт. | Площа ставів, га | Об'єм ставів, млн м³ | В оренді, шт. | В оренді, га |
| ----------------------- | --------------------- | ---------------- | -------------------- | ------------- | ------------ |
| Дніпра, у тому числі    | 3292                  | 18812            | 274,8                | 835           | 7661         |
| р. Інгулець             | 594                   | 2787             | 39,9                 | 115           | 845          |
| р. Самара               | 1036                  | 5449             | 77,9                 | 317           | 3084         |
| Разом                   | 3292                  | 18812            | 274,8                | 835           | 7661         |